# Ernst Risch
Ernst Risch, né le 9 octobre 1911 à Moscou et mort le 1er septembre 1988 à Kilchberg, est un helléniste et philologue suisse, spécialiste des études indo-européennes.

## Biographie sommaire
Ernst Risch arriva en Suisse en 1918 à Zurich, où après avoir passé la maturité fédérale A (option grec et latin) il s'inscrivit en études indo-européennes et philologie classique à l’Université de Zurich (1930–1935). Après sa thèse de doctorat (1935) et sa thèse d'habilitation (1942), il fut nommé en 1956 professeur surnuméraire puis en 1959 professeur titulaire de la chaire d’Études indo-européennes de l'université de Zurich, où il s'appuyait dans son enseignement principalement sur le latin, le grec ancien et le sanskrit. Il y enseigna jusqu'à l'attribution du titre de professeur émérite en 1981.
Il se consacra pour l'essentiel au grec ancien, et en particulier à l'histoire et la répartition des dialectes grecs. Il a publié par ailleurs des traités sur la linguistique par ex. du latin et du hittite.

## Œuvres
- « Betrachtungen zu den indogermanischen Verwandtschaftsnamen », Museum Helveticum, 1944, 1, p. 115−122 ; rééd. dans Etter et Looser, 1981, p. 647−654.
- « Ein Gang durch die Geschichte der griechischen Ortsnamen », Museum Helveticum, 1965, 22, p. 193−205 ; rééd. dans Etter et Looser, 1981, p. 145−157.
- « Les différences dialectales dans le mycénien », dans Proceedings of the Cambridge Colloquium on Mycenaean Studies (7th−12 April 1965), sous la direction de Leonard R. Palmer et John Chadwick, Cambridge, Cambridge University Press, p. 150−157 ; rééd. dans Etter et Looser, 1981, p. 451−458.
- Wortbildung der homerischen Sprache, 2e éd. entièrement revue de sa thèse (1935), Berlin, de Gruyter, 1974.
- Griechische Grammatik (en coll. avec Eduard Bornemann), Diesterweg Francfort-sur-le-Main, rééd. plusieurs fois depuis 1973  (ISBN 3-425-06850-4)
- Ernst Risch : Kleine Schriften, sous la direction de Annemarie Etter et Marcel Looser, Berlin, De Gruyter, 1981.
- Gerundivum und Gerundium, Berlin 1984
- Vom Strom der Zeiten (consacré aux manuels d'histoire en Suisse depuis 1939)

## Source
- (de) Rüdiger Schmitt, « Risch, Ernst », dans Neue Deutsche Biographie (NDB), vol. 21, Berlin, Duncker & Humblot, 2003, p. 645–646 (original numérisé).
- Rudolf Wachter, « Risch, Ernst » dans le Dictionnaire historique de la Suisse en ligne, version du 11 novembre 2010.

## Voir également
- (de) « Publications de et sur Ernst Risch », dans le catalogue en ligne de la Bibliothèque nationale allemande (DNB).
- Ernst Risch, Grammaire du grec mycénien, éd. par Ivo Haïnal
- Notices d'autorité :   - VIAF
  - ISNI
  - BnF (données)
  - IdRef
  - LCCN
  - GND
  - Espagne
  - Pays-Bas
  - Israël
  - NUKAT
  - Vatican
  - WorldCat